# Astérix et Obélix XXL 3 : Le Menhir de cristal
Astérix et Obélix XXL 3 : Le Menhir de cristal est un jeu vidéo d'action, édité par Microids et développé par OSome Studio, sorti le 21 novembre 2019 en Europe sur PlayStation 4, Xbox One, Switch, Windows et Mac.

## Personnages
Il s'agit du premier volet de la franchise Astérix et Obélix XXL dans lequel Roger Carel, qui a pris sa retraite, ne prête pas sa voix à Astérix. Si Christian Clavier l'a remplacé dans le film d'animation Astérix : Le Secret de la potion magique (2018) c'est Jean-Claude Donda qui reprend le rôle du Gaulois. Il lui avait déjà prêté sa voix dans les adaptations en format audio des bandes dessinées et avait déjà repris plusieurs rôles de Roger Carel au cours des années 2010. Guillaume Briat, Bernard Alane et Serge Papagalli reprennent respectivement Obélix, Panoramix et Abraracourcix qu'ils tiennent dans les films Astérix : Le Domaine des dieux (2014) et Astérix : Le Secret de la potion magique. Emmanuel Curtil prête sa voix au barde Assurancetourix et à Jules César, Jérémy Prévost à Pneumatix et Marcus Sacapus, Patrice Dozier à Épidemaïs, Julien Sibre à Larsen, Anne Rochant à Feudartifis, Audrey Sourdive à Frenchkis, Frédéric Cerdal à Piloufas le sage, Denis Boileau à Fakenius, Odile Schmitt à Hella Finidrir, Donald Reignoux aux romains et Benoît Allemane au narrateur.

## Voix originales
- Brian Bowles : Astérix
- George Weightman : Obélix
- Wayne Forester : Panoramix, Vitalstasfix, Ekonomikrisis
- Matthew Biddulph : Jules César, Larsen
- Nathan Turner : Fakeusnewsus
- Sam Alexander : Cacofonix, Postaldistrix
- Paul Panting : Ginantoncinus, Mannikus
- Liv' O'Dowd : Razzledazzleus, Rezzy
- Zoe Mills : Avina

## Accueil
- Gameblog : 6/10[3]
- Gamekult : 2/10[4]
- Jeuxvideo.com : 11/20[5]